# Mouaville
Mouaville település Franciaországban, Meurthe-et-Moselle megyében. Lakosainak száma 104 fő (2022. január 1.). Mouaville Béchamps, Fléville-Lixières, Olley, Thumeréville és Saint-Jean-lès-Buzy községekkel határos.

## Népesség
A település népességének változása:
| Lakosok száma | 92   | 66   | 52   | 100  | 102  | 99   | 97   | 99   | 101  | 104  |
|               | 1968 | 1982 | 1990 | 2006 | 2013 | 2015 | 2017 | 2019 | 2020 | 2022 |